# Rabah Madjer
Mustapha Rabah Madjer, född 15 februari 1958, är en algerisk före detta fotbollsspelare och tränare. Madjer anses av många vara en av Algeriets bästa fotbollsspelare genom tiderna. Han är starkt ihågkommen för sitt klackmål i Europacupfinalen 1987 när han gjorde 1-1 målet för sitt Porto mot Bayern München. Fyra minuter efter kvitteringen spelade Madjer fram Juary som gjorde 2-1 och Portos första Europacupseger var ett faktum.

## Klubbkarriär
Rabah Madjer startade sin karriär i Hussein Dey innan han 1983 gick till franska Racing Paris, där han stannade i 18 månader innan han blev utlånad till Tours.
Inför säsongen 1985/1986 gick Madjer till Porto, där han hade en vital roll när Porto vann Europacupen 1987, med ett mål och en assist i finalen. Han gjorde även mål i Interkontinentala cupen samma år. 1987 blev Rabah Madjer även utsedd till Årets fotbollsspelare i Afrika.
I juli 1988 gick Madjer till Valencia där han bara spelade ett par månader innan han återvände till Porto, där han under första säsongen sedan återkomsten gjorde 10 mål på 11 matcher. 1992 avslutade Madjer sin karriär efter en kort sejour i Qatar SC.

## Internationell karriär
Rabah Madjer spelade för Algeriet i 19 år och var med i både VM 1982 samt VM 1986. Madjer var även med om att vinna Algeriets första Afrikanska mästerskap 1990, då mann finalslog hemmanationen Nigeria med 1-0.
Efter spelarkarriären har Madjer varit förbundskapten i Algeriet i tre omgångar. Han tillsattes först 1993 men efter att ha misslyckats med att kvalificera sig för både VM 1994 och Afrikanska mästerskapet 1994 så avgick han.
Rabah Madjer har även varit ansvarig för ett antal klubbar i Qatar.

## Meriter

### Klubblag
Hussein Dey
- Algeriska cupen: 1979

Porto
- Primeira Liga: 1986, 1988, 1990
- Portugisiska cupen: 1988, 1991
- Portugisiska supercupen: 1986, 1990
- Europacupen: 1987
- Uefa Super Cup: 1987
- Interkontinentala cupen: 1987

### Landslag
- Afrikanska Mästerskapet: 1990, silver 1980

### Individuellt
- Årets fotbollsspelare i Afrika: 1987